# Radancia

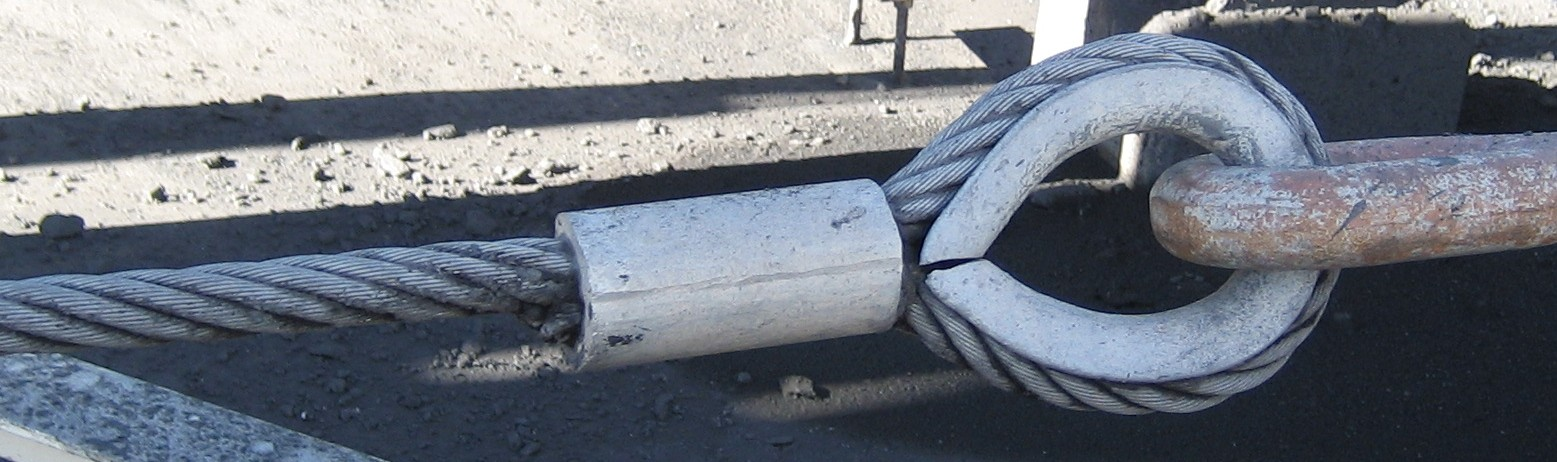
Radancia all'estremità di una fune metallica

La radancia, redancia o capocorda è un anello scanalato a forma di goccia che viene posto all'interno dell'asola (o gassa) di una fune o di un cavo d'acciaio per protezione dall'usura dovuta allo sfregamento con altri cavi, maniglioni, moschettoni, ganci, e similari, garantendone così l'integrità nel tempo.
Realizzata un tempo in legno, oggi è prodotta soprattutto in metalli ferrosi, alluminio o plastica. Ha la forma a goccia e la sezione a U, che deve essere di misura adeguata alla sezione della fune che vi deve trovare alloggiamento.
L'etimologia del termine, proveniente dal linguaggio marinaresco, è incerta.